# Bay Cycling Classic (mannen)
De Bay Cycling Classic was een etappekoers in Australië. De wedstrijd werd elk jaar in januari gereden en bestond uit een serie criteriums in de stad Geelong en rond de baai Port Phillip in de staat Victoria.
De wedstrijd was vooral bekend onder de sponsornaam Jayco Bay Cycling Classic. In de latere jaargangen was de sponsornaam Michelton Bay Cycling Classic.
De wedstrijd kende voornamelijk Australische deelnemers, die dan voor een andere ploeg rijden dan in de rest van het seizoen. De sprinter Robbie McEwen was recordhouder met zeven eindoverwinningen.

## Lijst van winnaars

### Meervoudige winnaars
| Overwinningen | Renner        | Land      | Jaren                                    |
| ------------- | ------------- | --------- | ---------------------------------------- |
| 7             | Robbie McEwen | Australië | 1997, 1999, 2000, 2001, 2002, 2003, 2005 |
| 3             | Glen Clarke   | Australië | 1990, 1991, 1992                         |
| 3             | Caleb Ewan    | Australië | 2013, 2015, 2016                         |
| 2             | Mark Renshaw  | Australië | 2007, 2008                               |

### Overwinningen per land
| Overwinningen | Land        |
| ------------- | ----------- |
| 26            | Australië   |
| 01            | Zwitserland |
| 01            | Engeland    |
| 01            | Oostenrijk  |